# المحالة (ردفان)

تعديل مصدري - تعديل

المحالة هي إحدى قرى عزلة الحبيلين بمديرية ردفان التابعة لمحافظة لحج، بلغ تعداد سكانها 91 نسمة حسب تعداد اليمن لعام 2004.